# 普拉塞
普拉塞（法語：Placé，法語發音：[plase]）是法国马耶讷省的一个市镇，属于马耶讷区。

## 地理
普拉塞（48°15'14"N, 0°46'37"W）面积25.25 平方千米，位于法国卢瓦尔河地区大区马耶讷省，该省份为法国西北部内陆省份，北起芒什省和奧恩省，西接伊勒-维莱讷省，南至曼恩-卢瓦尔省，东临萨尔特省。
与普拉塞接壤的市镇（或旧市镇、城区）包括：阿莱克桑、拉比戈蒂耶尔、沙扬、科尔蒙河畔沙蒂永、孔泰斯、蒙特奈、圣乔治比塔旺、圣日尔曼当克叙尔、沃托尔特。

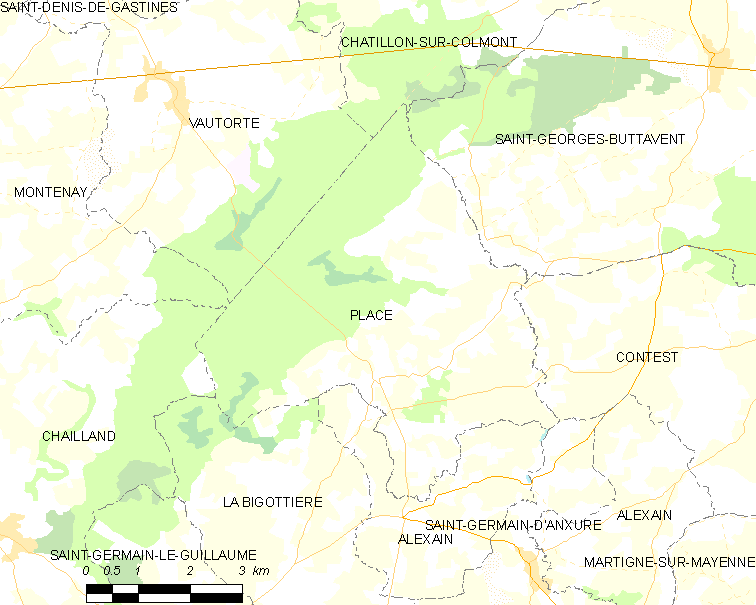
普拉塞的OSM定位图

普拉塞的时区为UTC+01:00、UTC+02:00（夏令时）。

## 行政
普拉塞的邮政编码为53240，INSEE市镇编码为53179。

## 政治
普拉塞所属的省级选区为马耶讷县。

## 人口

1962-2008年间普拉塞人口变化图示

普拉塞于2022年1月1日时的人口数量为354人。